# Романовое Село
Романовое Село (укр. Романове Село) — село в Байковецкой сельской общине Тернопольского района Тернопольской области Украины.
До 2020 года входило в Збаражский район.
Код КОАТУУ — 6122487601. Население по переписи 2001 года составляло 887 человек.

## Географическое положение
Село Романовое Село находится на одном из истоков реки Теребна, на расстоянии в 1 км от села Галущинцы и в 1,5 км от села Киданцы. Через село проходит автомобильная дорога М-12 (E 50).

## История
- 1575 год — дата основания.

## Объекты социальной сферы
- Школа.
- Клуб.
- Фельдшерско-акушерский пункт.

## Достопримечательности
- Братская могила советских воинов.